# Людериц
 Тази статия е за града в Намибия.  За избирателния окръг вижте Людериц (окръг).  
Людериц (на немски: Lüderitz) е малък пристанищен град на атлантическото крайбрежие на Намибия. Главен град е на едноименната административна област с площ от 53 063 km² в регион Карас. Градът носи името на основателя на бившата германска колония – Германска югозападна Африка, Адолф Людериц. Населението му заедно с околностите наброява около 20 000 души а в самия град живеят около 5800.
Градът е известен с откритите в покрайнините му диаманти и Диамантените забранени зони. Жителите му се препитават предимно от туризъм, риболов и добив на диаманти

## География
Людериц е разположен в югозападната част на Намибия, на единствения скалист участък от намибийското крайбрежие. От бреговата ивица на Кунене на север, до границата с РЮА при Оранжевата река на юг, крайбрежието на Намибия е предимно от пустинни пясъци. Градът е построен между пустинята Намиб и Атлантическия океан, на открит за океанските ветрове скалист хълм, в дъното на залива Людериц. Широк скалист полуостров отделя залива от океана. Три неголеми острова – пингвиновия, тюленовия и фламинговия, се намират в пределите на залива. Четвъртият остров – Островът на акулите, е разположен непосредствено пред града и е свързан с него посредством изкуствен насип, днес той е част от пристанището на Людериц.
Северно и южно от града се намират още дванадесет неголеми голи острова, известни под общото наименование „Пингвиновите острови“. Поради наличието на многобройни птичи колонии от тях все още се добива значително количество гуано.
На приблизително 10 километра от града се намират градското летище и популярната туристическа дестинация, изоставеният призрачен град Колмаскуп, основан на мястото където са открити първите в района диаманти, градът е смятан някога за един от най-заможните в света.

## История
В търсене на морски път от Европа за Азия, португалския мореплавател и изследовател Бартоломео Диас (откривателят на Нос Добра надежда) е първият европеец стъпил през 1487 г. в съседния южен залив, които той нарича на името на своя флагмански кораб Залива свети Христофор. Преди да продължат своето плаване, малка група моряци от португалската експедиция издига на брега традиционния каменен кръст, като символ за това, че този бряг се присъединява към португалската корона. Мястото днес е наречено „Диас пойнт“. Оригиналният кръст за предходните столетия е значително повреден от изветряне и през 1928 г. е заменен с копие. Обезобразеният почти до неузнаваемост от ветровете оригинал днес се съхранява в музей в Кейптаун, (ЮАР).

Впоследствие заливът е наречен от картографите „Ангра душ Илеуш“ (порт.: Angra dos Ilheos – „залива на островите“) като по късно е преименуван на „Ангра Пекуеня“ (Angra Pequena – „малкия залив“). В продължения на следващите четири столетия тези места не са посещавани от европейци. Крайбрежието е практически лишено от удобни пристанища с изключение на северния залив Уолфиш бей, безплодната и практически необитаема пустиня във вътрешността не представлява интерес за европейските колониални държави. В средата на XIX век заливът е ползван от китоловни кораби а също и за добиване на гуано от прилежащите острови. 
През 1883 г. в залива Ангра Пекуеня пристига бременския търговец на тютюн Франц Адолф Едуард Людериц. (заливът днес е наречен от немските заселници в негова памет Залив Людериц). Чрез своя служител и съдружник във фирмата Хайнрих Фогелзанг, той договаря с вожда на племето орлам Йозеф Фредерикс закупуването на участък земя, дълъг 40 и широк 20 мили, за изграждането на търговска колония. Вождът получава 100 фунта в злато както и 250 пушки винтовки, за участък от земя по негови сметки дълъг приблизително 70 и широк 35 км. След подписване на договора на него му е разяснено, че не става въпрос за английски мили от 1,6 км. а разбира се за пруски с дължина от 7,5 км и че е продал по-голямата част от земите на племето си с размери 300 на 150 км. Разширявайки впоследствие своите владения, Людериц става първият германски едър земевладелец в Югозападна Африка и основател на просъществувалата в периода от 1884 г. до 1915 г. германска колония на континента. Този хитър трик влиза в историята като „измамата с милите“.
Людериц закупува безплодната земя с надеждата на нея да открие природни богатства. Мащабните му и скъпи експедиции остават безрезултатни. Притиснат от финансови проблеми и страхувайки се от окупиране на закупената от него земя от страна на Великобритания, той се принуждава на 4 април 1885 г. да продаде срещу 500 000 райхсмарки своите владения на новосъздадената Германска колониална компания за югозападна Африка, запазваики си участие върху търговските права. От следващата 1886 г. той се води за изчезнал, след като не се завръща от експедиция в района на Оранжевата река.
Скромен подем изживява малкото селище Людериц едва през 1904 г., когато за потушаване на въстанието на племената гереро и нама там са стационирани германски военни „защитни части“ (Schutztruppen). По това време градът е познат единствено с изградения на съседния остров („Островът на акулите“) концентрационен лагер, където заедно със своите семейства са интернирани заловените бунтовници от племената нама, гереро и орлам. В резултат на лошите метеорологични и хигиенни условия, от задържаните общо 2000 бунтовници оживяват единствено 450. Черепи на обесените бунтовници от племето гереро са пакетирани в сандъци и транспортирани за научни измервания в Института по патология в Берлин. Едва благодарение на енергичната намеса на проповядващите в района немски мисионери, лагерът в Людериц е затворен и преместен във вътрешността на страната.
22 години след смъртта на Людериц (1834 – 1886), през 1908 г. край града са открити първите диаманти. При строеж на теснолинейна железопътна линия, разчиствайки с лопата затрупан от дюните участък, чернокож работник на име Захариас Левела открива сред пясъците диамант. Той предава намереното на ръководителят на строежа Аугуст Щаух, който заедно с главния инженер на обекта Зюнке Нисен впоследствие придобива изключителните права за разработване на диамантеното находище, направило и двамата милионери. Левела човекът открил диаманта не получава за това нищо. Градът моментално се развива в процъфтяващо търговско пристанище. Нарастващото индустриално разработване на находището, прииждащите в страната европейски авантюристи и изграждането на диамантеното селище Колманскуп води до явен подем в областта и превръща Людериц в заможен и проспериращ град.
През 20-те години на миналия век Людериц загубва своята значимост, тъй като разработваните диамантени находища се изместват все по на юг. В града се утвърждава скромна риболовна индустрия, а в околносттите му няколко кораборемонтни работилници и килимарски цеха. Нямащ какво друго да предложи, той е заплашен да сподели съдбата на вече изоставения призрачнен град Колманскуп.

## Забележителности
Голяма част от града е построена по време на последния германски кайзер Вилхелм II в югендстил и през 1990-те е щедро реставрирана.
- Домът Гьорке (1909 – 1911). Строен първоначално като палат за очакваното посещение на кронпринца и послужил по късно за седалище на градската управа.
- Хотелът Капс с концертна и бална зала.
- Скалната църква от Людериц (1912). Евангелско-лутеранската църква с диамантения хълм зад нея.
- Читалнята и физкултурният салон, и двете сгради строени по време на Германската колониална империя и днес изпълняват своето предназначение.
- Заслужава да се види също и малкият градски музей с експонати от историята на града.

По пътя за Людериц през Диамантените забранени зони на 120 км от града в близост до малкото селище Аус е възможно с малко късмет да се наблюдават обгърнатите с легенди намибийски пустинни коне.
Отдалеченият на приблизително 10 км. призрачен град Колмансуп, смятан някога благодарение на богатите си диамантени залежи за един от най-заможните в света.

## Побратимени градове
- Виндхук, Намибия от 14 март 2003 г.